# Arkham Horror
Arkham Horror ist ein kooperatives Brettspiel von Richard Launius, das erstmals 1987 von Chaosium publiziert wurde. Zuletzt wurde es 2005 von Fantasy Flight Games publiziert und 2007 überarbeitet. Die Spieler übernehmen die Rollen von Ermittlern, die  in H. P. Lovecrafts Universum die Stadt Arkham im Jahr 1926, wo sich Tore zu Anderen Welten öffnen, untersuchen. Ziel ist es, diese Orte zu bereisen und Hinweise zu finden, die Tore dauerhaft zu schließen und die Menschheit somit vor dem Untergang zu bewahren.

## Überblick
Auf dem Spielplan sind verschiedene Orte inner- und außerhalb von Arkham eingezeichnet, die von den Spielern bereist werden können. Die Spieler haben jeweils die Figur eines Ermittlers mit speziellen Fähigkeiten und Gegenständen, die gezielt eingesetzt werden sollten. Im Laufe des Spiels öffnen sich an verschiedenen instabilen Orten Tore zu Anderen Welten. Durch diese Tore gelangen Monster ins Spiel, wandern durch die Straßen und müssen von den Ermittlern bekämpft werden. Zu viele Monster sorgen für eine Erhöhung des Terrorlevels, was schließlich zur dauerhaften Schließung einiger Orte und zum Verlust des Spiels führen kann. Ebenso ist das Spiel verloren, wenn die Spieler es nicht schaffen, rechtzeitig vor dem Erwachen eines Großen Alten alle Tore zu schließen oder diesen erfolgreich zu bekämpfen. Verschiedene Zufallsereignisse können das Vorgehen der Spieler positiv und negativ beeinflussen.

## Geschichte
Ursprünglich wurde Arkham Horror von Chaosium als Call of Cthulhu: Das Brettspiel, ein Strategiespiel basierend auf dem gleichnamigen Rollenspiel, geplant und schließlich als Arkham Horror herausgebracht. Das Spiel gewann 1987 den Origins Award als bestes Fantasy- oder Science-Fiction-Brettspiel. Es war eines von mehreren auf dem Cthulhu-Mythos basierenden Brettspielen von Richard Launius, aber das einzige, das in professionellem Rahmen publiziert wurde. Zum Zeitpunkt seines Erscheinens im Juni 1987 war Arkham Horror eines der ersten kooperativen Brettspiele, bei denen die Spieler gemeinsam gegen den Spielmechanismus kämpfen. Außerdem gilt es als eine der wenigen gelungenen Brettspieladaptionen eines Rollenspiels, wodurch es schnell zu einem Kultspiel wurde und lange Zeit ausverkauft war. Chaosium plante mehrmals einen Nachdruck, was jedoch nicht geschah.
2004 übernahm Skotos die Rechte an Arkham Horror von Richard Launius und vereinbarte später mit Fantasy Flight Games eine Veröffentlichung. Das Spiel wurde dabei mehrmals komplett überarbeitet. Skotos arbeitete viele Spielelemente um, um die Kohärenz der einzelnen Elemente zu verbessern und befolgte bei der Gestaltung des Spielplans die offiziellen Karten von Chaosium. Richard Launius fügte einige neue Elemente wie die Hinweismarker hinzu und veränderte die Kartenstapel etwas. Kevin Wilson schließlich entfernte den damals verbreiteten  „Mensch ärgere Dich nicht“-Mechanismus zugunsten eines strategischeren Gameplays. Die 2005er Ausgabe teilte sich viele Elemente des Artworks von Fantasy Flights Cthulhu-Sammelkartenspiel.
Die neue Edition erschien schließlich im Juli 2005, die deutsche Ausgabe wurde vom Heidelberger Spieleverlag 2006 auf den Markt gebracht.

## Ausgabe von 1987
Die Ausgabe von 1987 hat im Vergleich zur Neuauflage relativ einfache Regeln. Die Karten und Marker sind mit Schwarzweißzeichnungen illustriert. Die Karte von Arkham besteht aus einer Reihe von vernetzten Wegen mit einer großen Anzahl an Feldern. Einige Orte wie die Miskatonic University befinden sich außerhalb dieses Wegenetzes; dort können sich Tore öffnen und Begegnungen stattfinden. Die Anderen Welten befinden sich in einer Reihe am oberen Ende des Spielbretts. Begegnungen werden durch einen Würfelwurf und Vergleich des Ergebnisses mit Tabellen ermittelt.
Die Ermittler bewegen sich in der Regel um eine zufällige, durch das Werfen von zwei sechsseitigen Spielwürfeln ermittelte Zahl an Feldern. Die vier Attribute der Charaktere sind vorgegeben: Beredsamkeit, Kampf, Wissen und Schleichen. Um ein Attribut erfolgreich anzuwenden, muss der Spieler mit einem Würfelwurf den jeweiligen Wert erreichen oder unterbieten. Mit Büroklammern werden die Werte festgehalten, die sich ständig ändern: Stärke und geistige Stabilität.
Auf die Züge der Spieler folgt die „Mythosphase“, in der Tore und Monster erscheinen. Für jedes neu geöffnete Tor wird die Zahl der Verderbensmarker um einen erhöht; wenn mehr als 13 Tore offen sind, verlieren alle Spieler. Die Monster ziehen durch die Stadt und greifen die Ermittler bei einer Begegnung an. Verliert ein Spieler durch einen verlorenen Kampf alle Stabilitäts- oder Stärkepunkte, wird er ins Sanatorium oder Krankenhaus gebracht, um geheilt zu werden. Erleidet der Ermittler diesen Verlust in einer der Anderen Welten, stirbt er, und der Spieler muss mit einer anderen Figur von vorn beginnen.
Die Spieler gewinnen, wenn alle Tore, die geöffnet wurden, geschlossen werden. Dies erfordert, dass ein Charakter in eine Andere Welt reist und dort zwei Begegnungen überlebt. Nach der Rückkehr nach Arkham muss der Ermittler das Tor erfolgreich angreifen, um es zu schließen. Wird das Tor geschlossen, reduziert sich die Zahl der Verderbensmarker um einen.

## Ausgabe von 2005

### Spielweise
Jeder Spieler wählt einen der vorgefertigten Charaktere. Die Charaktere haben verschiedene Werte, die ihre Stärken und Schwächen repräsentieren, sowie Spezialfertigkeiten und ein individuelles Inventar. Die wichtigsten Werte sind geistige Stabilität und Konstitution, welche die momentane geistige und physische Stärke des Charakters widerspiegeln. Auf den Rückseiten der Karten stehen Kurzbiographien zu den Charakteren, falls die Spieler es wünschen, etwas Rollenspiel ins Spiel zu bringen.
Jeder Spieler nimmt seine Spielfigur und stellt sie auf den angegebenen Startort. Außerdem erhält er seinen Besitz sowie die auf der Karte angegebene Zahl an Hinweismarker. Dann wird entschieden, welcher Große Alte bekämpft werden soll. Dies geschieht normalerweise zufällig, aber die Spieler können sich auch auf einen speziellen Gegner einigen.
Der grundsätzliche Probenmechanismus besteht darin, aus den Attributen und einem Modifikator die zu werfende Anzahl an sechsseitigen Würfeln zu bestimmen, zu würfeln und dabei die geforderte Anzahl an Erfolgen zu erzielen. Fünfen und Sechsen gelten dabei als Erfolge. Die meisten Proben erfordern einen einfachen Erfolg, einige Kämpfe können aber auch mehrere Erfolge verlangen. Charaktere können auch gesegnet oder verflucht werden; in ersterem Falle sind auch alle Vieren Erfolge, in letzterem ausschließlich Sechsen.
Jeden Zug können die Spieler ihre Figuren über die Karte bewegen, um entweder Begegnungen zu haben, oder um Monster zu bekämpfen. Sie können aber auch die auf dem Plan aufgedruckten Spezialaktionen der Gebäude, auf denen sie sich befinden, benutzen.
Charaktere, die einem Monster begegnen, haben die Möglichkeit, diesem durch eine gelungene Schleichenprobe auszuweichen. Ein Monster zu bekämpfen erfordert zunächst einen erfolgreichen Stabilitätswurf, bei dem im ungünstigen Fall geistige Stabilität verloren werden kann. Erst danach kann das Monster bekämpft werden, wobei je nach Monster auch mehrere Erfolge im Angriff zu erreichen sind.
Am Ende jedes Zuges zieht der Startspieler eine Karte vom Mythosstapel, was dazu führt, dass sich ein neues Tor öffnet, neue Monster in Arkham eindringen, bereits vorhandene Monster bewegen oder andere den Spielmechanismus beeinflussende Ereignisse eintreten.
Wird eine bestimmte Zahl an Monstern überschritten, werden einige entfernt und der Terrorlevel um eins erhöht, was zeigen soll, dass Arkham langsam von Monstern überrannt wird. Steigt der Terrorlevel zu stark, schließen einzelne Orte in Arkham und potentielle Verbündete fliehen. Wenn der Terrorlevel sein Maximum erreicht, gibt es kein Limit mehr für Monster. Würde das Terrorlevel weiter steigen, rückt stattdessen die Beschwörung des Großen Alten näher. Nachdem die Mythoskarte abgearbeitet ist wechselt der Startspielermarker im Uhrzeigersinn zum nächsten Spieler, welcher die neue Runde beginnt.
Bestimmte Ereignisse sorgen dafür, dass Verderbensmarker auf die Karte des Großen Alten gepackt wird. Diese Leiste zeigt an, wie kurz dieser vor dem Erwachen steht. In der Regel geschieht dies durch das Öffnen eines neuen Tores. Tore können geschlossen werden, indem der Ermittler eine Probe besteht. Alternativ können auch Hinweismarker oder ein Älteres Zeichen ausgegeben werden, wodurch verhindert wird, dass sich an diesem Ort nochmals ein Tor öffnen kann. Durch ein Älteres Zeichen wird zusätzlich ein Verderbensmarker vom Großen Alten entfernt.
Ist die Verderbensleiste voll, erwacht der Große Alte, und die Ermittler müssen augenblicklich mit dieser Bedrohung fertigwerden. Die Art, wie dieser Kampf ausgetragen wird, variiert zwischen den verschiedenen Großen Alten. Wird der Große Alte besiegt gewinnen die Spieler, ansonsten werden alle Charaktere verschlungen, und die Spieler verlieren.

### Erweiterungen
Die Erweiterung „Der Fluch des Schwarzen Pharao“ wurde im Juni 2006 veröffentlicht und ist später auch auf Deutsch erschienen. Die Erweiterung fügt dem Spiel viele neue Karten hinzu, inklusive Gegenstände und Begegnungen. Hintergrund ist eine Wanderausstellung aus Ägypten, die in Arkham angekommen ist, wodurch einige verfluchte Artefakte in die Stadt gelangen. Eine Neufassung dieser Erweiterung ist seit 2011 erhältlich.
Als zweite Erweiterung erschien „Das Grauen von Dunwich“ auf dem Gen Con in Indianapolis 2006 (DE, 2007). Die Erweiterung basiert auf Lovecrafts gleichnamiger Kurzgeschichte und ist mittlerweile auch auf Deutsch erschienen. Es wird ein neues Spielbrett mit Orten in der Stadt Dunwich an das bereits vorhandene von Arkham angelegt. Die Ermittler können an den Bahnhöfen zwischen diesen Orte hin- und herreisen. Außerdem gibt es neue Begegnungen, Mythoskarten und Gegenstände, sowie einen neuen Mechanismus wie verfolgende Monster und neue Große Alte. Wenn ein Charakter den letzten Stabilitätspunkt verliert, kann er nun wählen. Anstatt ins Sanatorium geschickt zu werden, kann er eine Psychose nehmen, welche ihn behindert, erhält aber die volle Stabilität zurück. Ebenso kann er eine behindernde Verletzung nehmen, wenn die Konstitution auf Null fällt.
„Der König in Gelb“ ist im Juni 2007 als dritte Erweiterung erschienen und ebenfalls auf Deutsch erhältlich. Wie „Der Fluch des Schwarzen Pharao“ handelt es sich um eine reine Kartenerweiterung. Thema ist diesmal ein mysteriöses Bühnenstück, das in Arkham aufgeführt wird. Als Vorlage dient die gleichnamige Erzählung von Robert W. Chambers. Die Erweiterung führt als neuen Mechanismus den Vorboten ein, eine Spezialkarte, die die Regeln dauerhaft ändert. Der erste Vorbote ist der König in Gelb selbst, was dafür sorgt, dass die Verderbensleiste sich gleichzeitig mit der Terrorleiste erhöht, sofern man nicht eine permanente Erschwernis in Kauf nimmt. Durch den Support auf der Internetpräsenz von Fantasy Flight Games wurde ein Vorbote für den „Fluch des Schwarzen Pharao“ eingeführt. Einen dritten Vorboten für Das Grauen von Dunwich gibt es ebenfalls dort.
Die vierte Erweiterung, „Kingsport Horror“, ist im Juni 2008 veröffentlicht worden und seit September 2009 vom Heidelberger Spieleverlag auf Deutsch erhältlich. Ähnlich wie „Das Grauen von Dunwich“ handelt es sich um eine Erweiterung mit einem zusätzlichen Spielbrett. Als neues Spielelement kommen Dimensionsspalten und aquatische Monster vor. Außerdem enthält die Box neue Große Alte, neue Ermittler, neue Vorboten und führt als neuen Mechanismus den Wächter ein, der den Spielern in ähnlicher Weise hilft, wie die Vorboten sie behindern.
„Schwarze Ziege der Wälder“ ist die fünfte Erweiterung, die auf dem Gen Con im August 2008 erschien. Die Deutsche Ausgabe gibt es seit Februar 2010. Es handelt sich um eine weitere reine Kartenerweiterung und enthält einen weiteren Vorboten, eine neue Mitgliedschaft ähnlich der Silberloge der Dämmerung, ein neues Spielelement namens Korruption und neue Karten, die das Spiel optional schwieriger oder leichter machen. Zusätzlich gibt es neue Mythoskarten, Tore, Begegnungen, Zaubersprüche, Fertigkeiten und Gegenstände.
Die sechste Erweiterung ist „Schatten über Innsmouth“, welche auf Englisch (als „Innsmouth Horror“) im Mai 2009 und auf Deutsch im Juli 2010 erschien. Die Box beinhaltet ein neues Spielbrett mit der Stadt Innsmouth, 16 neue Ermittler, acht neue Große Alte und zwei neue Vorboten. Außerdem gibt es neue Ermittlerkarten, Monster und Begegnungen.
Die siebte Erweiterung ist „Das Tor des Verderbens“, welche auf Englisch im Mai 2010 und auf Deutsch im Januar 2011 erschien. Die kleine Box beinhaltet u. a. einen kompletten Satz von 18 neuen Tormarkern, die genauso gehandhabt werden wie die bisherigen Tormarker, aber jeder verfügt noch über ein zusätzliches Attribut mit ergänzenden Regeln. Außerdem gibt es neue Gegenstände, Mythoskarten und erstmals Beziehungskarten, die Beziehungen der Spieler untereinander regeln.
Die derzeit letzte Erweiterung ist „Miskatonic Horror“, welche auf Englisch im Juni 2011 und auf Deutsch im Januar 2012 erschien. Die Box fügt jeder bisher erschienen Erweiterung neue Elemente und Karten hinzu.
Das Spielmaterial sämtlicher Erweiterungen ist beliebig mit dem Grundspiel und miteinander kombinierbar. Die Karten sind auf der Vorderseite mit dem Symbol der jeweiligen Erweiterung gekennzeichnet, so dass sich die Karten problemlos wieder trennen lassen. Einige optionale Regeln hingegen sind nicht zu kombinieren und bedürfen der Absprache.